# Rowlandius rociogarciae
Espèce
Rowlandius rociogarciae est une espèce de schizomides de la famille des Hubbardiidae.

## Distribution
Cette espèce est endémique du département de Risaralda en Colombie. Elle se rencontre à La Celia vers 1 655 m d'altitude dans la cordillère Occidentale.

## Description
Les mâles mesurent de 2,30 à 2,74 mm et les femelles de 2,96 à 3,60 mm.

## Étymologie
Cette espèce est nommée en l'honneur de Delly Rocio García Cárdenas.

## Publication originale
- Delgado-Santa & Armas, 2013 : Tres nuevos Hubbardiinae (Schizomida: Hubbardiidae) de Colombia. Revista Ibérica de Aracnología, vol. 22, p. 37-45 (texte intégral).